# Јулија Јефимова
Јулија Јефимова (рус. Юлия Андреевна Ефимова; Грозни, 3. април 1992) руска је пливачица. После олимпијског дебија 2008. године, освојила је бронзану медаљу у дисциплини 200 метара прсно, као и сребрне медаље у дисциплини 100 метара и 200 метара прсно. Шестострука је свјетска шампионка освајајући 50 метар прсно (2009. и 2013), прсно на 100 метара (2015) и прсно на 200 метара (2013, 2017. и 2019). Такође је бивша свјетска рекордерка у дисциплини 50 метара прсно.
У јануару 2014. објављено је да је Јефимова пала на допинг тесту у октобру 2013. године. Њен позитиван тест био је за DHEA, ендогени стероидни хормон који је забрањен у професионалним спортовима. Дана 13. маја 2014. године дисквалификована је на 16 месеци, од 31. октобра 2013. до 28. фебруара 2015.

## Лични живот
Јефимова је рођена у Грозном, али због рата у Чеченији њена породица се преселила у Волгодонск. Тамо је пливала од шесте године, а тренирао ју је отац Андреј Јефимов. До 2011. године живела је у Таганрогу, где је тренирала  Ирина Вјатчанин и студирала на Јужном федералном универзитету. У марту те године преселила се у Калифорнију у Сједињеним Државама, где је тренирао Дејв Сало, главни тренер пливачког тима Универзитета Јужна Калифорнија.

## Пливачка каријера
Прво запажено достигнуће Јефимове било је освајање титуле на 50 метара, 100 метара и 200 метара прсно на Европском првенству. На Европском првенству у пливању 2008. добила је златну медаљу на 200 м прсно и сребрну медаљу на 50 м. Учествовала је на Љетњим олимпијским играма 2008. у Пекингу, постигавши четврто мјесто на 100 м и пето мјесто на 200 м прсно.
Јефимова је 2010. године освојила златне медаље на Европском првенству у пливању 2010. на 50 м и 100 м прсно. 2012. године Јефимова је на Љетњим олимпијским играма 2012. освојила бронзу на 200 м са 2:20.92. Годину дана касније, на Светском првенству у пливању у Барселони 2013. тријумфовала је на 200 м са 2:19.41. На удаљености од 50 метара прсно је постигла свјетски рекорд у прелиминарној трци - 29,78 секунди. У полуфиналу, Литванка Рута Меилутит одузела јој је светски рекорд од, али у финалу је Јулија постигла време од  29.52 секунде (нови рекорд Русије) и била је испред Литванке за 0,07 секунди, постајући троструки свјетски шампион у базену на 50 метара.
После 16 месеци дисквалификације због позитивног теста допинга, Јефимова је у августу 2015. године по први пут освојила златну медаљу на 100 м на Светском првенству у пливању, резултатом 1:05.66. На 50 м била је трећа са 30,13. Међутим, на 200 м елиминисана је у полуфиналу; била је 17. У јуну 2016, вратила се у Лос Анђелес(Los Angeles Invitational), победивши на 200 м са 2:22.77. Јефимова је освојила сребрну медаљу на Летњим олимпијским играма 2016. у дисциплини 100 и 200 метара прсно.

### 2017
На Државном првенству Јужног Велса 2017. године у марту, Јулија је побиједила у дисциплини 200 м прсно с временом 2:28.80. и побиједила је на 100 м прсно са временом 1: 06.55. Мјесец дана касније побиједила је на 50 м прсно на Првенству Русије 2017. са временом 29.88.
У јулу 2017. на Светском првенству у Будимпешти, освојила бронзану медаљу у дисциплини 100 метара прсно резултатом 1: 05.04. Три дана касније победила је на 200 метара прсно резултатом 2: 19.64, што јој је донијело пети наслов светског првака у каријери.

## Допинг скандал
У јануару 2014. објављено је да је Јефимова пала на допинг тесту. Њен позитиван тест био је за DHEA , ендогени стероидни хормон који је забрањен у професионалним спортовима. Дана 13. маја 2014. године дисквалификована је на 16 месеци, од 31. октобра 2013. до 28. фебруара 2015. Такође су јој одузети резултати и медаље на Европском првенству у пливању у малим базенима 2013.
Њена четири свјетска рекорда (двије штафете за трку на 50 метара и 200 метара освојене у новембру / децембру 2013. године) такође су неважећи.
Између 15. фебруара и 30. марта 2016. године, Јефимова је позитивно тестирала на милдронат укупно шест пута. Међународна пливачка федерација (ФИНА) привремено је суспендована из међународног такмичења. Од 17. марта до 12. јула 2016. она је привремено суспендована од учешћа на такмичењима због кршења антидопинг правила .

### Контроверза Олимпијских игара 2016
Учешће Јефимове на Љетњим олимпијским играма 2016. било је контроверзно због актуелног скандала са допингом унутар руског олимпијског тима. Првобитно јој је забрањено учешће због претходне допинг суспензије , али ту забрану је укинуо Арбитражни суд за спорт , дозволивши јој да се такмичи. Током Игара, током сваке трке гледали су је гледаоци. Јефимова је такође критикована да је узимала дроге за повећање перформанси од других пливача, укључујући Лили Кинг, која је освојила златну медаљу у дисциплини 100 м прсно. Јулија је освојила сребро, а током конференције за новинаре после тога „била је на ивици суза због уводних питања о звиждуцима који су били усмјерени на њу“.

## Награде и признања
- Руска женска пливачица године (2008. и 2015) [5]
- Почасни грађанин Волгодонска (од 2008) [26]
- Медаља за орден „За заслуге за Отаџбину“ (2012) [5]
- Ред пријатељства (2016) [27]

## Резултати олимпијског и свјетског првенства
| Година                                                                   | Такмичење             | Локација                     | Место                 | Догађај                  | Резултат              |
| Репрезентација Русија                                                    | Репрезентација Русија | Репрезентација Русија        | Репрезентација Русија | Репрезентација Русија    | Репрезентација Русија |
| ------------------------------------------------------------------------ | --------------------- | ---------------------------- | --------------------- | ------------------------ | --------------------- |
| 2008                                                                     | Олимпијске игре       | Пекинг, Кина                 | 4                     | 100 м прсно              | 1:07.43               |
| 2008                                                                     | Олимпијске игре       | Пекинг, Кина                 | 5                     | 200 м прсно              | 2:23.76               |
| 2008                                                                     | Олимпијске игре       | Пекинг, Кина                 | 5                     | 4 × 100 м мјешовито      | 3:57.84               |
| 2009                                                                     | Свјетско првенство    | Рим, Италија                 | 1                     | 50 м прсно               | 30.09                 |
| 2009                                                                     | Свјетско првенство    | Рим, Италија                 | 2nd                   | 100 м прсно              | 1:05.41               |
| 2009                                                                     | Свјетско првенство    | Рим, Италија                 | 14 (пф)               | 200 м прсно              | 2:26.39               |
| 2011                                                                     | Свјетско првенство    | Шангај, Кина                 | 2                     | 50 м прсно               | 30.49                 |
| 2011                                                                     | Свјетско првенство    | Шангај, Кина                 | 4                     | 100 м прсно              | 1:06.56               |
| 2011                                                                     | Свјетско првенство    | Шангај, Кина                 | 2                     | 200 м прсно              | 2:22.22               |
| 2011                                                                     | Свјетско првенство    | Шангај, Кина                 | 4                     | 4 × 100 м мјешовито      | 3:57.38               |
| 2012                                                                     | Олимпијске игре       | Лондон, Уједињено Краљевство | 7                     | 100 м прсно              | 1:06.98               |
| 2012                                                                     | Олимпијске игре       | Лондон, Уједињено Краљевство | 3                     | 200 м прсно              | 2:20.92               |
| 2012                                                                     | Олимпијске игре       | Лондон, Уједињено Краљевство | 4                     | 4 × 100 м мјешовито      | 3:56.03               |
| 2013                                                                     | Свјетско првенство    | Барселона, Шпанија           | 1                     | 50 м прсно               | 29.52                 |
| 2013                                                                     | Свјетско првенство    | Барселона, Шпанија           | 2                     | 100 м прсно              | 1:05.02               |
| 2013                                                                     | Свјетско првенство    | Барселона, Шпанија           | 1                     | 200 m прсно              | 2:19.41               |
| 2013                                                                     | Свјетско првенство    | Барселона, Шпанија           | 3                     | 4 × 100 м мјешовити стил | 3:56.47               |
| 2015                                                                     | Свјетско првенство    | Казањ, Русија                | 3                     | 50 м прсно               | 30.13                 |
| 2015                                                                     | Свјетско првенство    | Казањ, Русија                | 1                     | 100 м прсно              | 1:05.66               |
| 2015                                                                     | Свјетско првенство    | Казањ, Русија                | 17 (ф)                | 200 м прсно              | 2:26.11               |
| 2015                                                                     | Свјетско првенство    | Казањ, Русија                | 5                     | 4 × 100 м мјешовито      | 3:44.83               |
| 2016                                                                     | Олимпијске игре       | Рио де Женеиро, Бразил       | 2                     | 100 м прсно              | 1:05.50               |
| 2016                                                                     | Олимпијске игре       | Рио де Женеиро, Бразил       | 2                     | 200 м прсно              | 2:21.97               |
| 2016                                                                     | Олимпијске игре       | Рио де Женеиро, Бразил       | 6                     | 4 × 100 м мјешовито      | 3:55.66               |
| 2017                                                                     | Свјетско првенство    | Будимпешта, Мађарска         | 2                     | 50 м прсно               | 29.57                 |
| 2017                                                                     | Свјетско првенство    | Будимпешта, Мађарска         | 3                     | 100 м прсно              | 1:05.05               |
| 2017                                                                     | Свјетско првенство    | Будимпешта, Мађарска         | 1                     | 200 м прсно              | 2:19.64               |
| 2017                                                                     | Свјетско првенство    | Будимпешта, Мађарска         | 14 (пф)               | 200 m појединачно        | 2:12.88               |
| 2017                                                                     | Свјетско првенство    | Будимпешта, Мађарска         | 2                     | 4 × 100 м мјешовити стил | 3:53.38               |
| 2019                                                                     | Свјетско првенство    | Квангџу, Кореја              | 3                     | 50 м прсно               | 30.15                 |
| 2019                                                                     | Свјетско првенство    | Квангџу, Кореја              | 2                     | 100 м прсно              | 1:05.49               |
| 2019                                                                     | Свјетско првенство    | Квангџу, Кореја              | 1                     | 200 м прсно              | 2:20.17               |
| (#) Указује на укупну позицију у квалификацијама (ф) или полуфиналу (пф) |                       |                              |                       |                          |                       |